# ドードー
ドードー (dodo) は、マダガスカル沖のモーリシャス島に生息していた絶滅鳥類。
単にドードーといえば、モーリシャスドードー (Raphus cucullatus) を指す。ドードー科に属する鳥には他に2種がある。
存在が報告されてから83年で目撃例が途絶え、絶滅した。ドードー鳥（ドードーとり・ドードーどり・ドードーちょう）と呼ばれることもある。完全な剥製は現存せず、部分的な剥製と発掘復元した全身の骨格標本のみが残っている。

## 概要
大航海時代初期の1507年にポルトガル人によって生息地のマスカリン諸島が発見された。
1598年に8隻の艦隊を率いて航海探検を行ったオランダ人ヤコプ・コルネリスゾーン・ファン・ネック提督がモーリシャス島に寄港し、出版された航海日誌によって初めてドードーの存在が公式に報告された。食用に捕獲したものの煮込むと肉が硬くなるので船員達はドードーを「ヴァルクフォーゲル」（walgvogel、嫌な鳥）と呼んでいたが、続行した第二次探検隊はドードーの肉を保存用の食糧として塩漬けにするなど重宝し、以降は入植者による成鳥の捕食が常態化した。

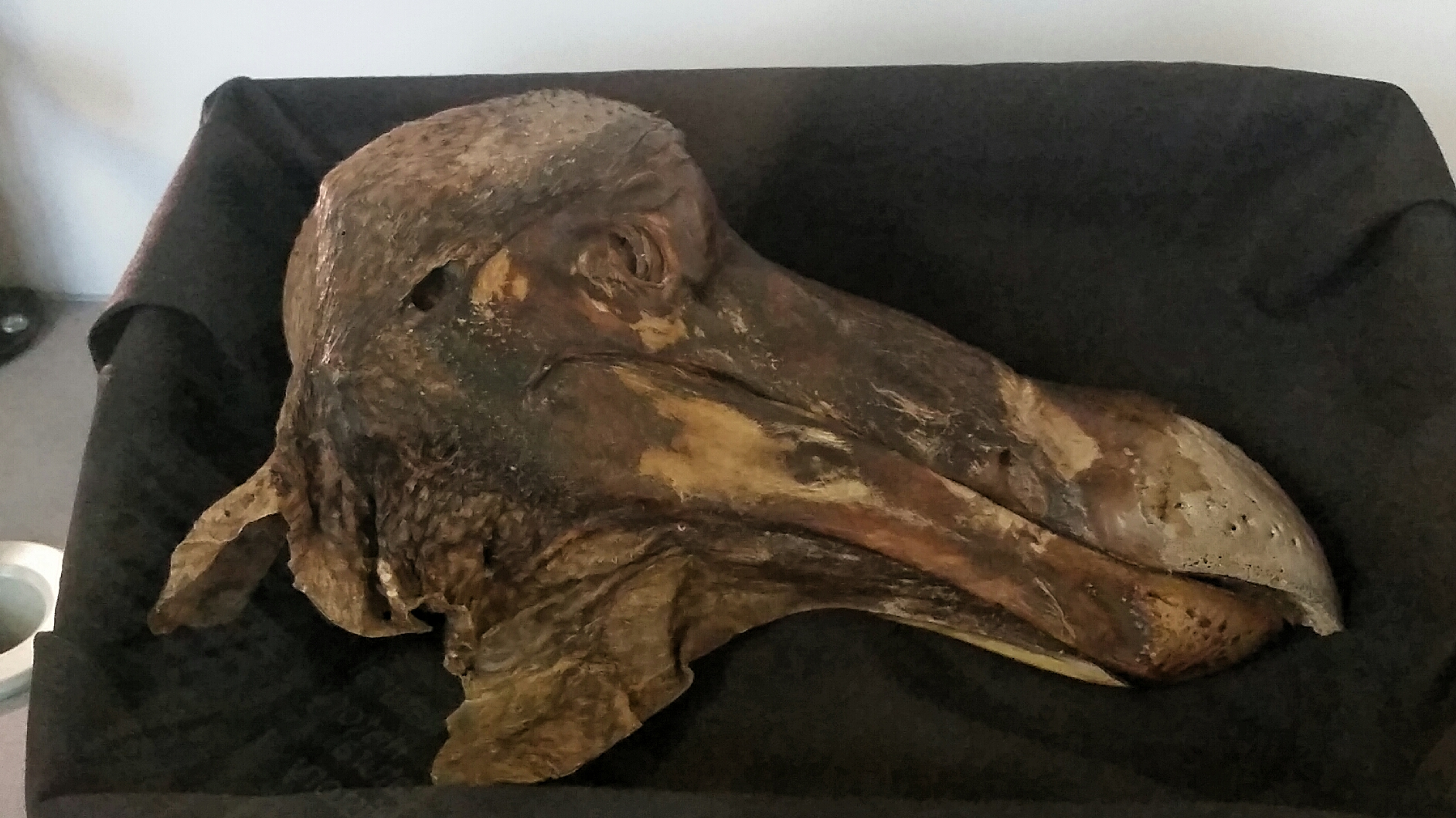
オックスフォードドードーの頭。現存するドードーの唯一の剥製標本の一部分。

隔絶された孤島の環境に適応して天敵なしで生息していたドードーは、
1. 空を飛べず地上をよたよた歩く
2. 警戒心が薄い
3. 巣を地上に作る

など外来の捕食者にとって都合のいい条件がそろっており、侵入してきた人間による乱獲と人間が持ち込んだ従来モーリシャス島に存在しなかったイヌやブタ、ネズミなどに雛や卵が捕食され、さらに森林の開発により生息地が減少し、急速に個体数が減少した。オランダ・イギリス・イタリア・ドイツとヨーロッパ各地で見世物にされていた個体はすべて死に絶え、野生のドードーは1681年のイギリス人ベンジャミン・ハリーの目撃を最後に姿を消し、絶滅した。
ドードーは、イギリス人の博物学者ジョン・トラデスカントの死後、唯一の剥製が1683年にオックスフォードのアシュモレアン博物館に収蔵されたが、管理状態の悪さから1755年に焼却処分されてしまい、標本は頭部、足などのごくわずかな断片的なものしか残されていない。
特異な形態に分類項目が議論されており、短足なダチョウ、ハゲタカ、ペンギン、シギ、ついにはトキの仲間という説も出ていたが、最も有力なものはハト目に属するとの説であった。複数の研究から、現存する最も近縁な種はミノバトと示唆されている。

## 生態

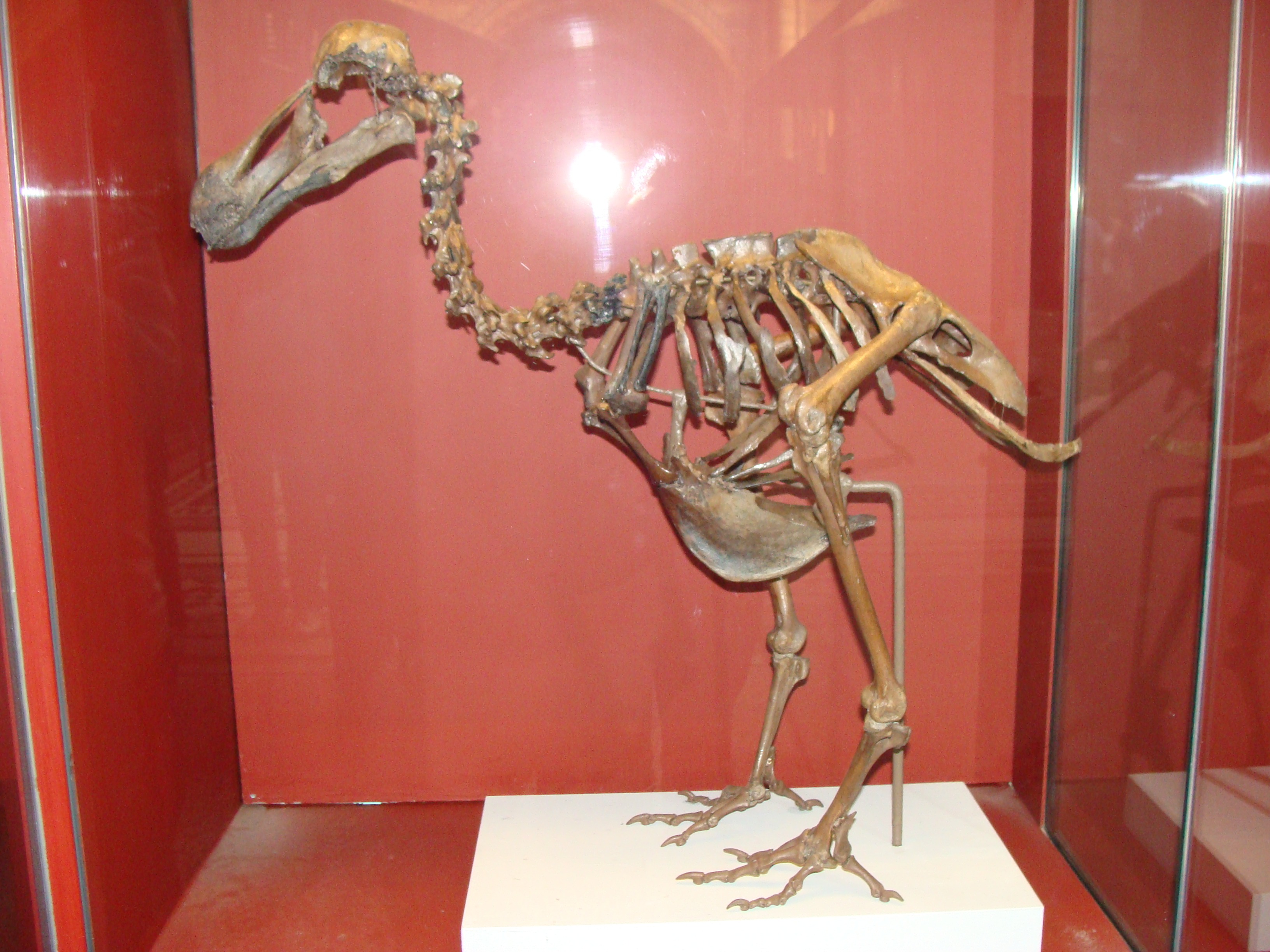
ドードーの骨格

シチメンチョウよりも大きな巨体で翼が退化しており、飛ぶことはできなかった。尾羽はほとんど退化しており、脆弱な長羽が数枚残存するに過ぎない。顔面は額の部分まで皮膚が裸出している。
空を飛べず、巣は地面に作ったと言う記録がある。

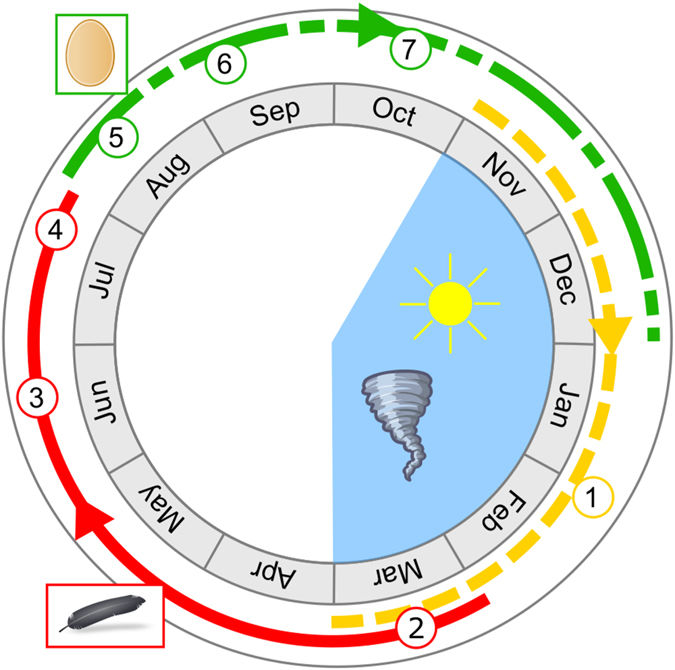
ドードーの生活史を示すダイヤグラム

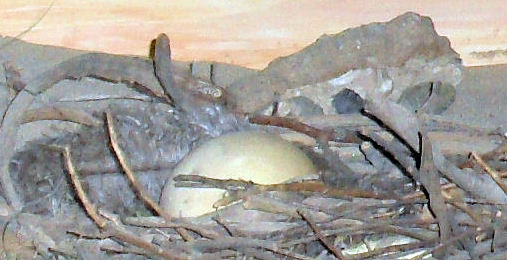
ドードの卵と巣レプリカ。ドードーは1回に1個の卵を産んだ。

植物食性で果実や木の実などを主食にしていたとされる。また、モーリシャスにある樹木、タンバラコク（アカテツ科のSideroxylon grandiflorum、過去の表記はCalvaria major〈別称・カリヴァリア〉であった）と共生関係にあったとする説があり、1977年に『サイエンス』誌にレポートが載っている。内容は、その樹木の種子をドードーが食べることで、包んでいる厚さ1.5cmもの堅い核が消化器官で消化され、糞と共に排出される種子は発芽しやすい状態になっていることから、繁茂の一助と為していたというものであった。証明実験としてガチョウやシチメンチョウにその果実を食べさせたところ、排出された種子に芽吹きが確認された記述もあった。タンバラコクは絶滅の危機とされ、1970年代の観測で老木が10数本、実生の若木は1本とされる。ただし、この説は論文に対照実験の結果が示されていないことや、『サイエンス』誌の査読が厳密ではなかったと推測する人もおり、それらの要因から異論を唱える専門家も存在する。

## 呼称
ドードーの名の由来は、ポルトガル語で「のろま」の意味。またアメリカ英語では "dodo" の語は「滅びてしまった存在」の代名詞である。
岩波書店『広辞苑』のように、 "ドド" と表記している資料もある。

## フィクションにおけるドードー
- 『不思議の国のアリス』にドードーが登場し、コーカス・レースを行う。
- ハワード・ウォルドロップの小説『みっともないニワトリ』（黒丸尚訳、ハヤカワ文庫『80年代SF傑作選（上）』所収）は、大学院生の主人公がドードーの生き残りを捜索する話となっている。
- 絶滅動植物を扱った河野典生の連作「街の博物誌」シリーズに、「ドードー」という短編がある（1975年発表。1979年刊行の『続・街の博物誌』に収録）。
- 薄井ゆうじの短編小説『ドードー鳥の飼育』では、絶滅したドードー鳥の飼育係に選ばれた青年が主人公の、不思議で切ない物語が展開する。1998年には同名タイトルで、短編小説集の単行本も出版されている。
- 『ドードーの旗のもとに』という、じんのひろあきによる脚本・演出の舞台があり、主人公の王子の国では絶滅したと思われていたドードー鳥が見つかったり、国のシンボルとして国旗に使われている。また、本編でも王子は一羽のドードー鳥と共に過ごしている。
- 『ルーニー・テューンズ』にて、1938年公開の「ポーキーのヘンテコランド(原題：Porky in Wackyland)」という作品で、絶滅したはずのドードーをポーキー･ピッグがアフリカの奥地にあるヘンテコランドを探検した時に発見した。こちらのドードーは頭に傘が生えて、胴体が緑色であり、実際のものとはかなり異なる。この作品は1949年にリメイク版が公開された。題名は「Dough for the Do-Do」（日本では「幻のドードーを探せ」という邦題で公開されている）。
- 『ドラえもん』単行本第17巻収録の「モアよドードーよ永遠に」では、ドードーなど人類によって絶滅した動物を絶滅する前の時代から現代へ連れ帰り、新たに作った無人島へ放した。後に『ドラえもん のび太と雲の王国』にも登場する。
- 『プライミーバル』ではサーベルタイガーが出現するとされた時空の亀裂からドードーが出現する。大した問題も起こさず過去へ戻って行ったが、寄生虫の宿主となっていた1頭が逃亡し、現代世界に寄生虫を放つこととなる。
- 『ファンタスティック・ビーストと魔法使いの旅』では魔法生物ディリコールとして登場。モーリシャス原産の丸々とした胴体とふわふわの羽を持った飛べない鳥。危険を逃れる手段が際立っていて、閃光を放ち、ふっと消えてはふっと別の場所に現れる。魔法使いの姿くらまし/姿現しと同様の魔法。実は人間はこの鳥の存在を絶滅した鳥「ドードー」として認知していた。一方、国際魔法連盟は、マグルの見境ない殺戮を懸念してドードーが絶滅したというマグルの認識を改めようとはしない。
- ムーミンシリーズの小説『ムーミンパパの思い出』には「りゅうのエドワード」と訳されている生物が登場する[15]が、原語（スウェーデン語）やフィンランド語では「Dronten Edward」と「Drontti Edvard」表記で本来は「ドードーのエドワード」の意味になる[16]。
ただし挿絵を見る限り、くちばしがないなどどう見ても鳥類ではないので、このドードーは種族名ではなく英語訳の「Booble Edward（Edward the Booble）」のように「おひとよし・バカ」といった形容詞の可能性もある。
- 『それいけ!アンパンマン』の「アンパンマンとドドのしま」では、ドードーを思わせるドドという鳥の親子が登場するが、ばいきんまんに襲われたアンパンマン達を救うために島の火山を噴火させ、ドドの親子はその後行方不明となってしまう。
- 2010年4月よりニンテンドーDSiウェア『DodoGo!』というゲームソフトが配信された。島に散らばったドードーの卵を巣へと戻す絶滅危惧種救済アクションパズルゲーム。Alien After All SASが企画し、フランスのNeko Entertainmentが開発。日本国内ではビヨンド・インタラクティブがローカライズを担当し、『ドードーゴー! 救え! 楽園のたまご』の邦題で2011年4月より配信された[17]。続編やスピンオフが展開され、『DodoGo! Challenge』（日本未発売）、『DodoGo! Robo』（邦題：『ドードーゴー!ロボ』[18]）が同じくDSiウェアとして配信されている。
- Nintendo Switch用ゲームソフト『あつまれ どうぶつの森』に登場する航空会社「ドードー・エアラインズ」グランドスタッフのモーリーと機長のロドリーはドードー鳥がモデルである。
- ポケットモンスターにはゲームの第一世代からドードーという名称のポケモンが登場する。ドードー及びその進化系のドードリオは他のひこうポケモンと同じく、ひでんマシンのそらをとぶの技を覚えられる。(「飛ぶのが苦手」という説明はある。)
- 荻原浩の小説「オロロ畑でつかまえて」では、絶滅したはずのドードー鳥が日本の僻地で生息していたという設定になっており、それが物語のオチを飾っている。
- ドードーへのさらなる言及は、アルゼンチン人アーティストのペンネームに見られる。DoDoU。[19]
- なお、川端裕人「ドードーをめぐる堂々めぐり」（岩波書店、2021年）によれば、ドードーは絶滅前に実際に日本に来ている（P24）。

## 近縁種
- レユニオンドードー
  - ただし、近年ではトキの仲間という説が有力である。
- ロドリゲスドードー